# Pilatushaus (Nürnberg)

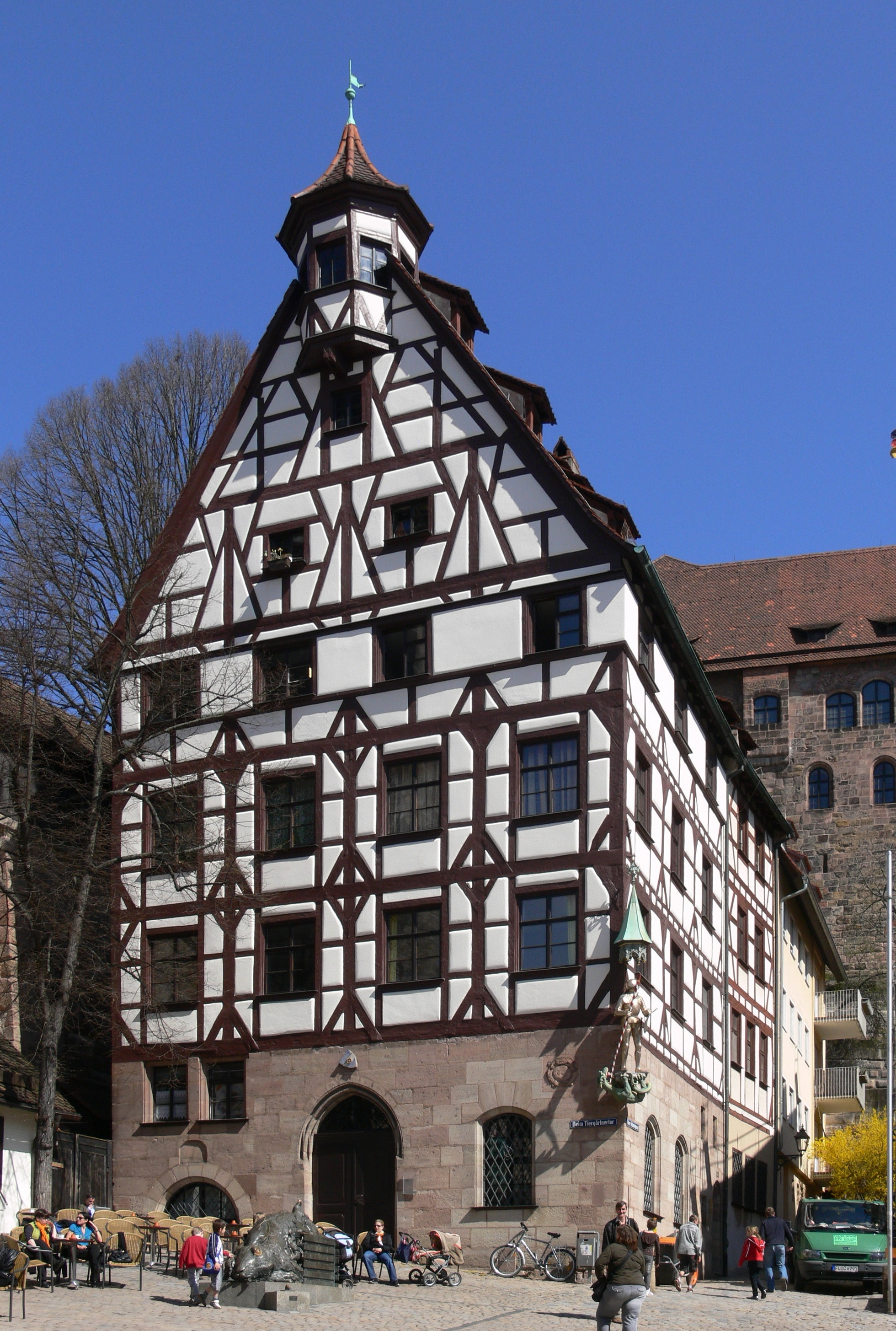
Das Pilatushaus

Das Pilatushaus (oder Haus zum geharnischten Mann) ist ein Bürgerhaus in Nürnberg. Es befindet sich im nördlichen Stadtteil St. Sebald unterhalb der Nürnberger Burg am Tiergärtnertorplatz neben dem Tiergärtnertor.
Es ist eines der wenigen erhaltenen Bürgerhäuser aus der Spätgotik und gehört zu den wichtigsten Baudenkmälern der Nürnberger Altstadt. Das Haus ist eine Station der Historischen Meile Nürnberg.

## Geschichte

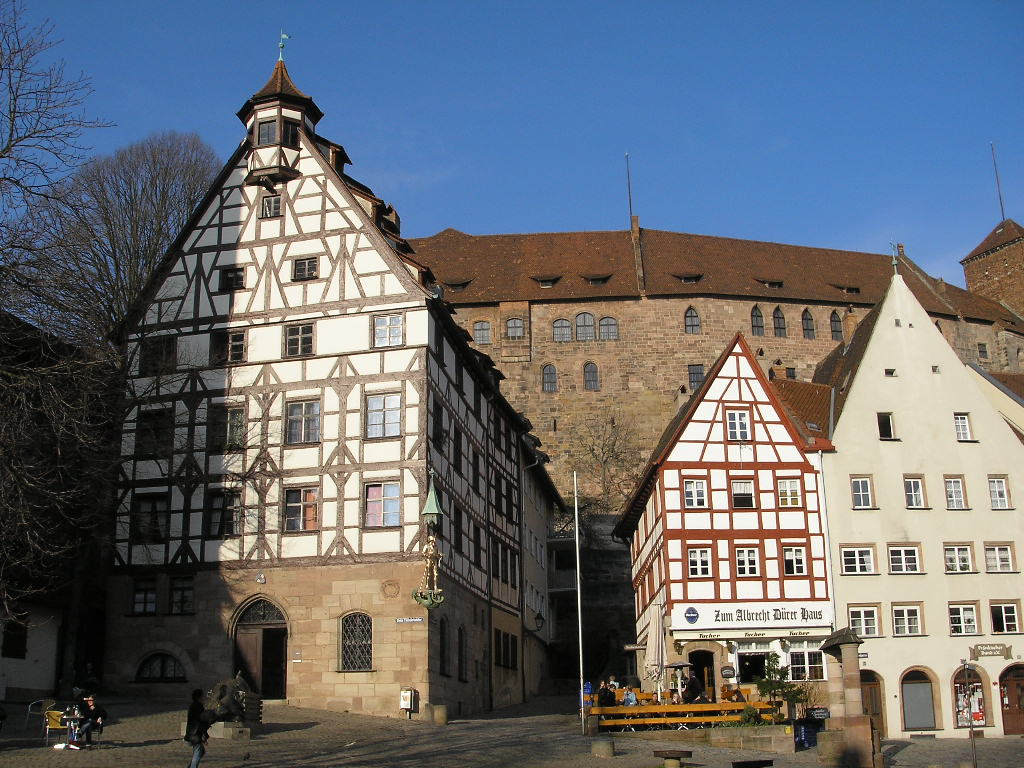
Das Pilatushaus (links) beim Tiergärtnertor

Blick auf das Albrecht-Dürer-Haus, mit dem Heiligen Georg des Pilatushauses rechts im Bild, 1907

Das spätgotische Wohnhaus wurde 1489 erbaut und gehörte dem Plattner Hans Grünwald. Harnischmacher oder Plattner fertigten für Adelige sogenannte Stech- und Rennzeuge für Turniere und Harnische für den Krieg. 1507 kaufte der Bildhauer Veit Wirsberger das Haus, danach wechselte es häufig den Besitzer. Der Name Pilatushaus ist seit dem 17. Jahrhundert gebräuchlich, als das Gebäude als Ausgangspunkt der Kreuzwegstationen Adam Krafts zum Johannisfriedhof angesehen wurde. Daneben wurde es auch „Haus zum geharnischten Mann“ genannt. Hans von und zu Aufseß, der Gründer des Germanischen Nationalmuseums, bewohnte das Gebäude von 1852 bis 1857; davon stammt das Familienwappen über dem Eingang aus dem Jahre 1853. Seit 1931 ist das Gebäude im Besitz der Stadt. Zwischen 1973 und 1991 hatte der Kunstverein Nürnberg dort seinen Sitz.

## Das Gebäude

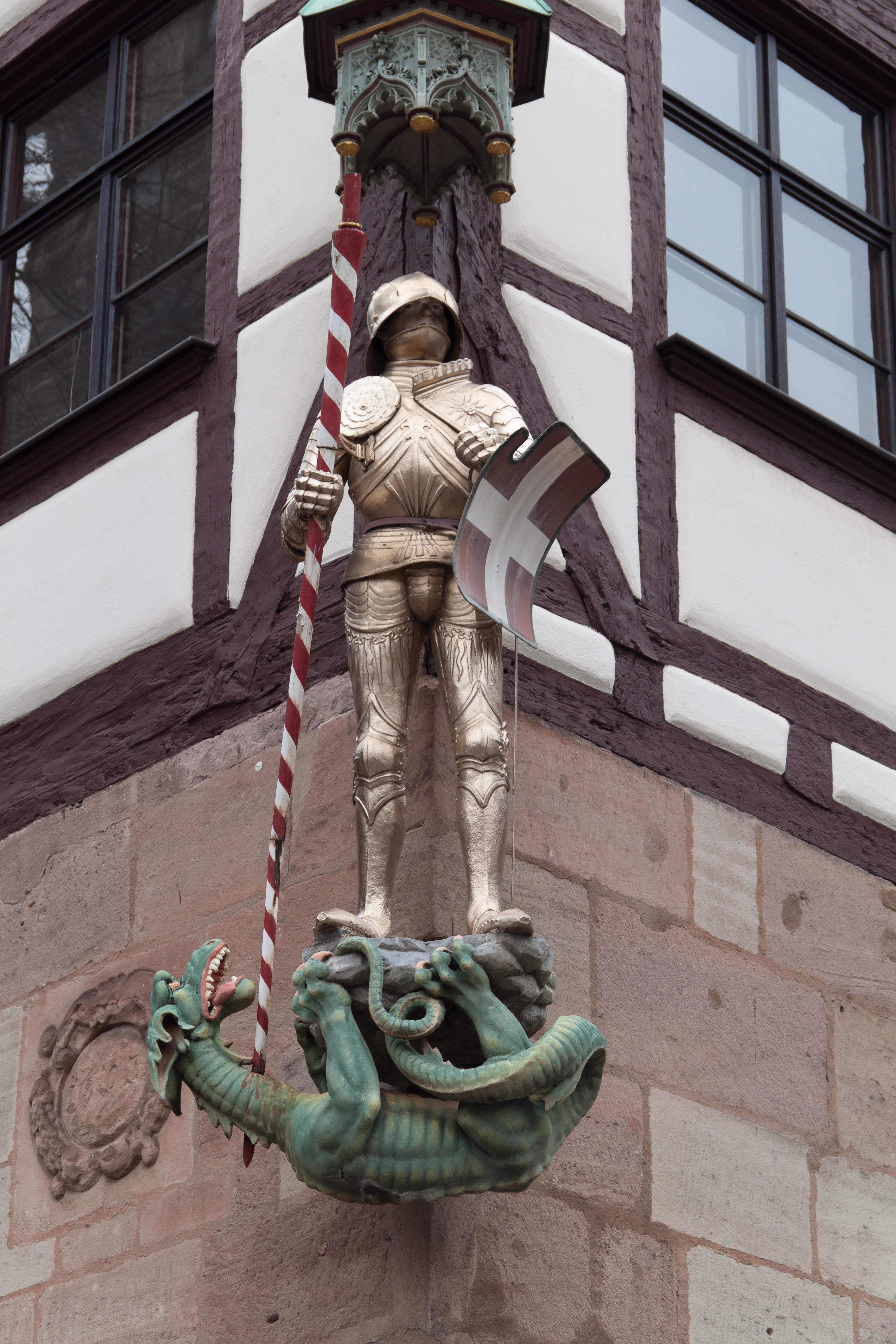
Der Heilige Georg als Drachentöter am Pilatushaus

Das Haus weist sieben Geschosse auf: Das Erdgeschoss aus Sandstein als Sockelgeschoss, darüber drei Haus- und drei Dachgeschosse aus Fachwerk. An der Spitze des Giebels findet sich ein charakteristischer achteckiger Giebelerker mit konkav geschwungenem Spitzdach.
Eine Eckfigur zwischen dem Erdgeschoss aus Sandstein und dem Obergeschoss aus Fachwerk zeigt den Heiligen Georg als Drachentöter, den Heiligen der Ritter und Plattner. Er war somit auch der Zunftheilige des Hausbesitzers und Plattners Hans Grünewald.

## Ausstellungen
Das Pilatushaus wird für Wechselausstellungen moderner Kunst genutzt. Es ist umringt von historischen Bürgerhäusern und wirkt durch den Gesamteindruck des Gebäudeensembles. Das Haus ist derzeit nicht bewohnt und über eine mögliche Sanierung wurde noch nicht entschieden.